# بنفشه زرد قناری
 بنفشه زرد قناری (نام علمی: Viola praemorsa) نام یک گونه از سرده بنفشه است.